# Rilievo dei pretoriani
Il Rilievo dei pretoriani è un rilievo realizzato, in un marmo dalle venature grigiastre, tra il 51 e il 52 e attualmente conservato presso i depositi del Museo del Louvre di Parigi.

## Storia

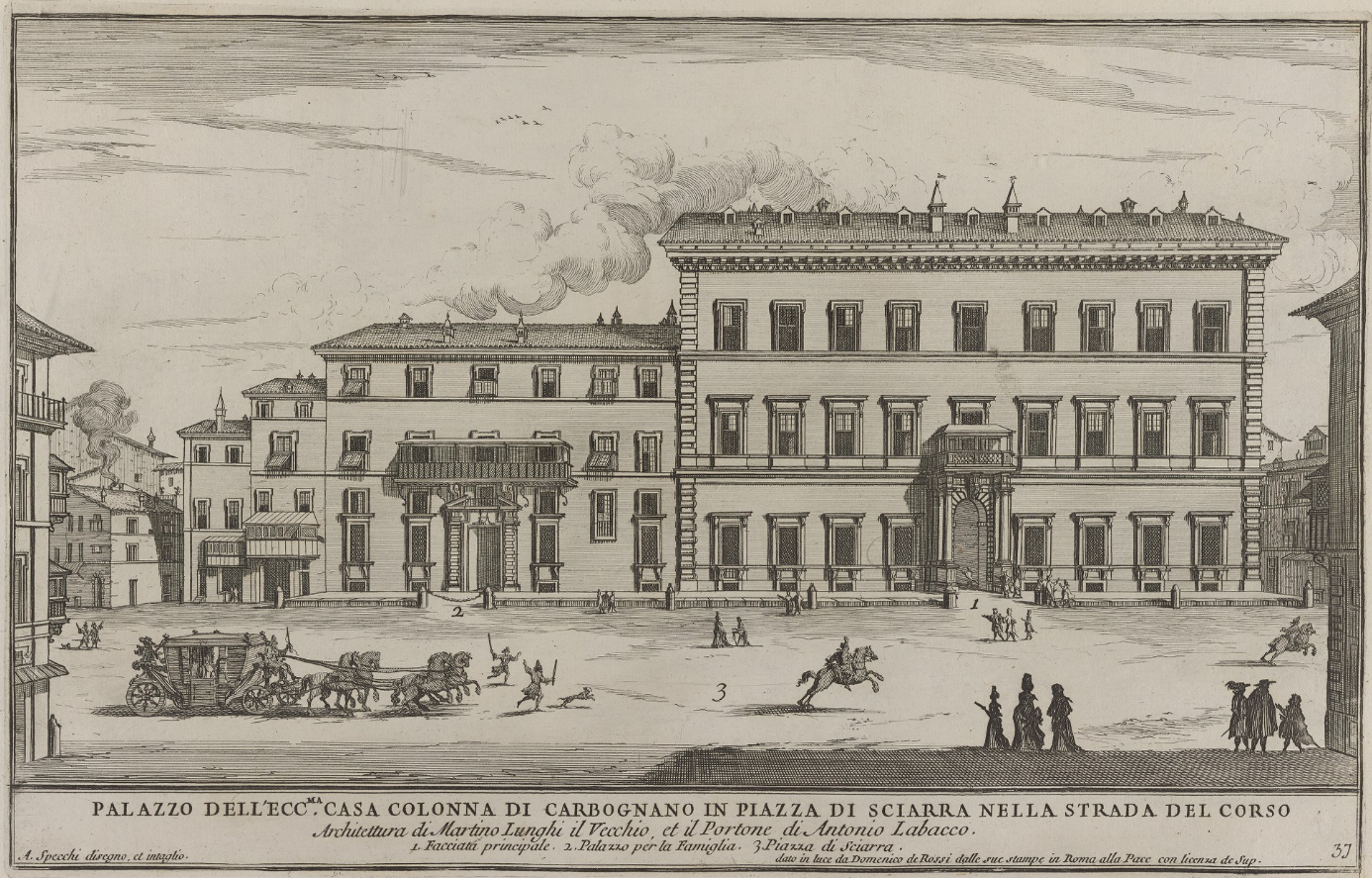
Palazzo Sciarra Colonna di Carbognano, sito nella stessa area in cui furono rinvenuti i frammenti dei rilievi, in una stampa dell'architetto Alessandro Specchi.

Il rilievo è proveniente dall'arco di Claudio, arco di trionfo che si trovava lungo l'acquedotto dell'Aqua Virgo, voluto dall'imperatore Claudio per celebrare i successi dell'esercito romano in Britannia. Alcuni frammenti architettonici furono riscoperti a Roma nel 1562 nell'area che nell'antica Roma era occupata dal Campo Marzio: era stato infatti dato all'architetto Pirro Ligorio l'incarico di rimuovere i detriti ritrovati tra Via del Caravita e Via del Corso. Ligorio ipotizzò una ricostruzione generale di un arco a una sola fornice e arricchito da colonne corinzie. Nel 1577, lo scultore Pierre Jacques ebbe modo di disegnare dettagliatamente due rilievi, tra cui proprio il Rilievo dei pretoriani (l'altra raffigurazione è invece relativa a un altro rilievo attualmente conservato nel villaggio di Hever, nel Kent.
L'opera fu dapprima posseduta dalla famiglia Mattei, quindi acquistata dal cardinale Joseph Fesch, zio di Napoleone Bonaparte; infine, nel 1824 entrò a far parte delle collezioni del Museo del Louvre.

### Restauro

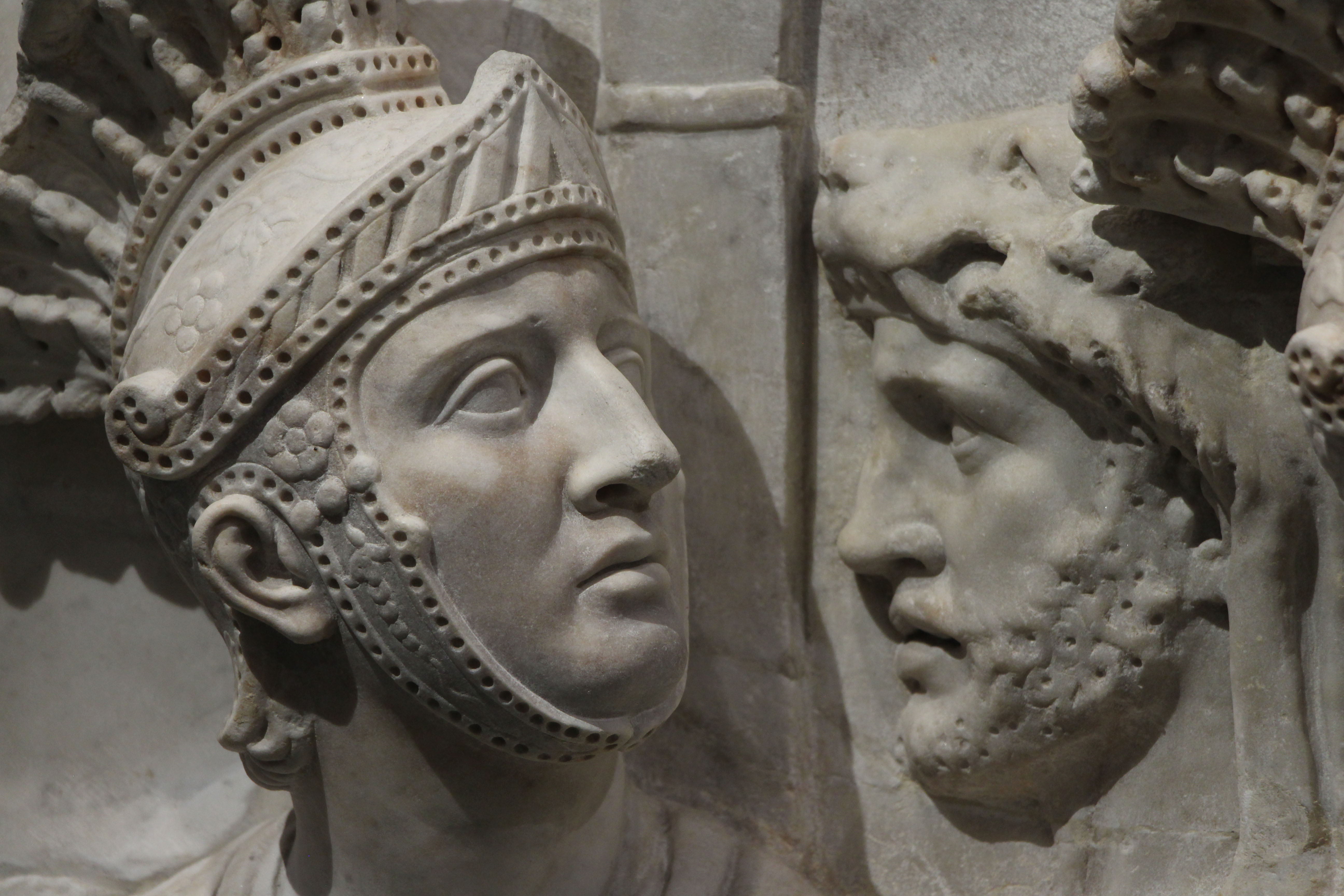
Dettaglio di due soldati, a sinistra scolpito in tempi moderni e a destra originario.

In epoca moderna, il rilievo è stato oggetto di restauro: difatti, la parte originaria fu rinvenuta spezzata all'altezza delle ginocchia dei personaggi e mancante delle teste dei tre soldati in primo piano, ricostruite prendendo come modello le due dei soldati rappresentati sullo sfondo. In particolare, fu lavorata la parte posteriore degli elmi, cosa che sarebbe stata pressoché impossibile se questi fossero stati scolpiti direttamente nel marmo originario.

### Esposizioni
L'opera è stata esposta in alcune occasioni: 
- dal 20 dicembre 2008 al 3 maggio 2009 è stata inserita nella mostra De l'esclave à l'empereur, l'art romain dans les collections du musée du Louvre ("Dallo schiavo all'imperatore. L'arte romana nelle collezioni del Museo del Louvre") presso il Musée de l'Arles antique di Arles;
- dal 1° dicembre 2018 al 4 marzo 2019 nella mostra Claude, un empereur au destin singulier (Claudio, un imperatore dal destino singolare), allestita al Musée des Beaux-Arts di Lione[2];
- dal 6 aprile al 25 luglio 2022 nella mostra Rome. La cité et l'empire (Roma. La città e l'impero) del Louvre-Lens di Lens.

## Descrizione

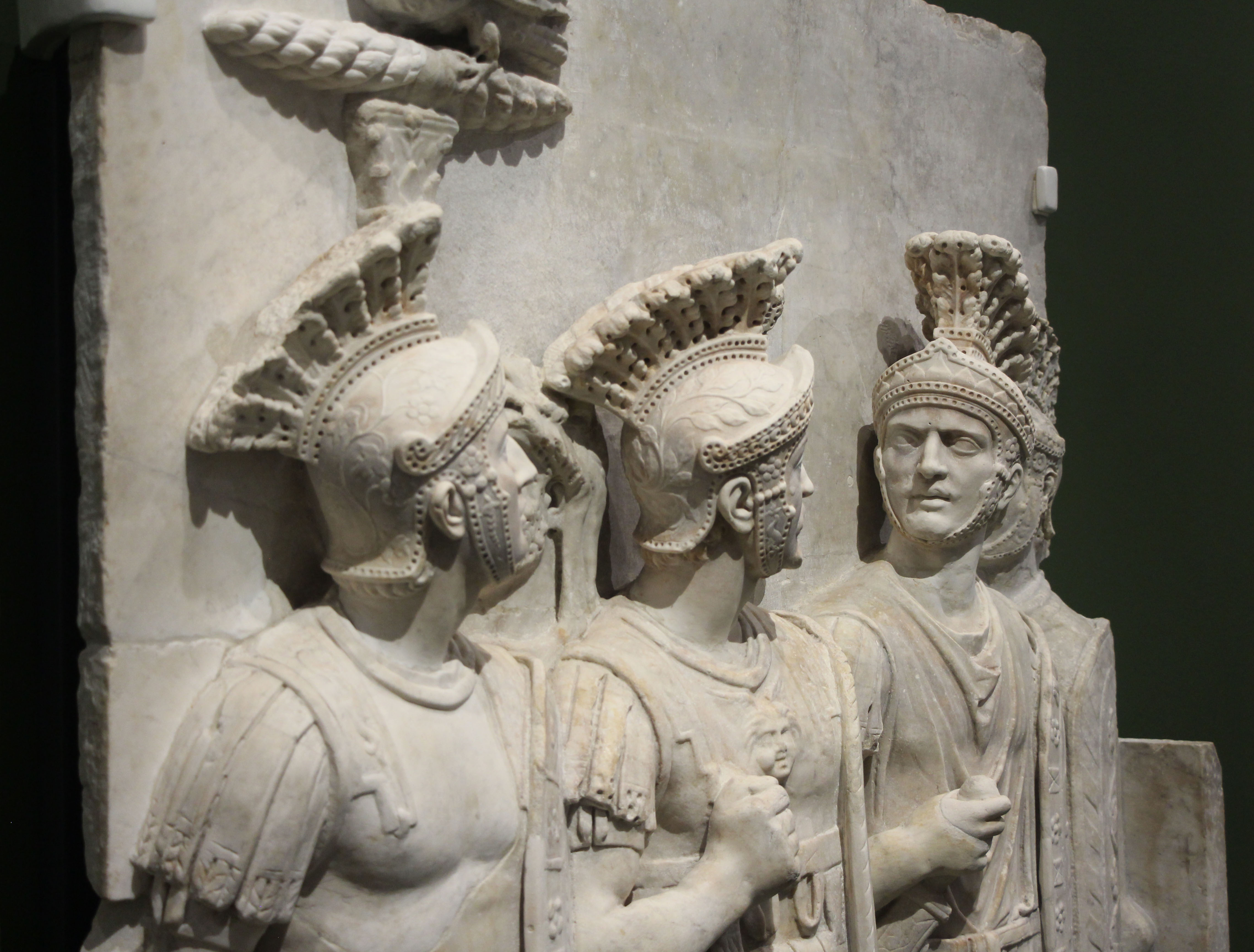
Altra veduta del rilievo.

Il rilievo rappresenta cinque soldati - tra cui tre in altorilievo - e un alfiere. Si tratta di una scena soltanto parziale, originariamente inserita in un riquadro, il cui montante destro è originale, mentre la parte inferiore sinistra è una ricostruzione moderna; nella stessa area, inoltre, sarebbe ipotizzata la presenza di un settimo personaggio staccato (o perduto) dal rilievo. 
Sullo sfondo, e partendo da sinistra, il bassorilievo mostra: un pilastro sormontato da un capitello corinzio, con al di sopra un'aquila poggiata su di una folgore; un portatore di insegne (il cosiddetto signifer), barbuto e con indosso una pelle di orso o di leone; due soldati con lancia e scudo. In primo piano, invece, sono visibili tre soldati in altorilievo, le cui teste sono state ricostruite in epoca moderna. Le tre figure indossano un'armatura, che include anche degli elmi dagli alti cimieri, nonché degli scudi finemente decorati.
Il corrispondente rilievo in Inghilterra mostra degli uomini togati e dei suonatori di corno: tali presenze permettono di identificare la scena come una cerimonia trionfale.

### Soggetto

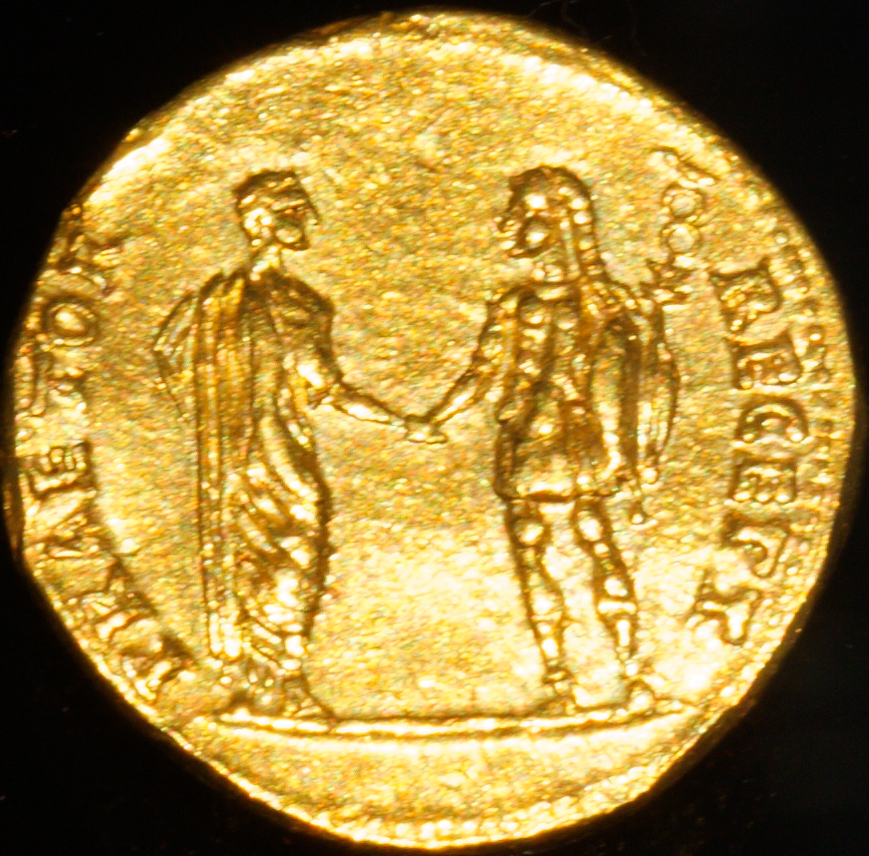
Aureo raffigurante Claudio che stringe la mano a un pretoriano, portatore di insegne: in questo caso è visibile l'aquila con le ali ripiegate e non aperte.

L'appartenenza dei soldati alla guardia pretoriana è stata messa in discussione. L'abbigliamento e gli accessori delle figure, infatti, fanno propendere per l'identificazione con degli ufficiali di alto rango, senza alcun riferimento a legioni o reparti militari nello specifico. D'altro canto, le legioni romane avevano come emblema un'aquila dalle ali spiegate, mentre quella raffigurata nel rilievo le ha ripiegate. A sostegno di tale tesi, lo studioso Lawrence Keppie evidenziò in particolare la sontuosità degli abiti e in particolare degli elmi, degli scudi ovali e degli abiti cerimoniali: per di più, le calzature scolpite sarebbero dei calcei, e non delle calighe, tipicamente indossate dai soldati delle legioni romane.
Tuttavia, secondo il professore Boris Rankov, la scelta di raffigurare i soldati con l'elmo attico sarebbe una mera convenzione artistica: difatti Rankov ritiene che i pretoriani, nelle fasi iniziali della loro storia, adoperavano la tipologia di elmo detta "di Montefortino", propri dei soldati legionari del periodo repubblicano e imperiale (in quest'ultimo caso quantomeno agli inizi).
Una rappresentazione affine a quella del Rilievo dei pretoriani è altresì presente in una moneta coniata per commemorare la successione al potere da Caligola a Claudio, voluto e sostanzialmente imposto quale imperatore proprio dai pretoriani.